# Ángeles de Puebla
A Club Ángeles de Puebla (nevének jelentése: pueblai angyalok) egy megszűnt mexikói labdarúgócsapat, amelynek otthona Puebla állam fővárosa, Puebla de Zaragoza volt. Öt szezont játszott az első osztályú bajnokságban is, de kimagasló eredményt nem ért el.

## Története
Az Ángeles az 1983–1984-es szezon után alakult meg úgy, hogy az új klub felvásárolta az első osztályú CF Oaxtepec csapatát, így rögtön az első osztályban kezdhették meg szereplésüket. Négy évvel később azonban ők is ugyanerre a sorsra jutottak: az addig másodosztályú Club Santos Laguna őket vásárolta fel, így akkor az Ángeles megszűnt, a Santos pedig feljutott az első osztályba.
1999-ben a pályán elért eredmények alapján „nagy” pueblai csapat, a Puebla FC kiesett volna az első osztályból, a másodosztályból pedig feljutott volna az Unión de Curtidores, azonban a Puebla felvásárolta a feljutó klubot, a kieső csapatot pedig, ami maradt a városban, újra Ángelesnek nevezték el, így az Ángeles de Puebla feltámadt, ezúttal a másodosztályban. Azonban 2001-ben ismét megszűnt, ekkor a Real San Sebastián vásárolta fel őket.

## Bajnoki eredményei
A csapat első osztályú szereplése során az alábbi eredményeket érte el:
| Év          | Alapszakasz-helyezés | Eredmény a rájátszásban |
| ----------- | -------------------- | ----------------------- |
| 1984–1985   | 13. hely             |                         |
| Prode 1985  | 8. hely              |                         |
| México 1986 | 20. hely             |                         |
| 1986–1987   | 17. hely             |                         |
| 1987–1988   | 18. hely             |                         |